# Aloe cryptopoda x arborescens
Aloe cryptopoda X arborescens é uma espécie de liliopsida do gênero Aloe, pertencente à família Asphodelaceae.